# وربات

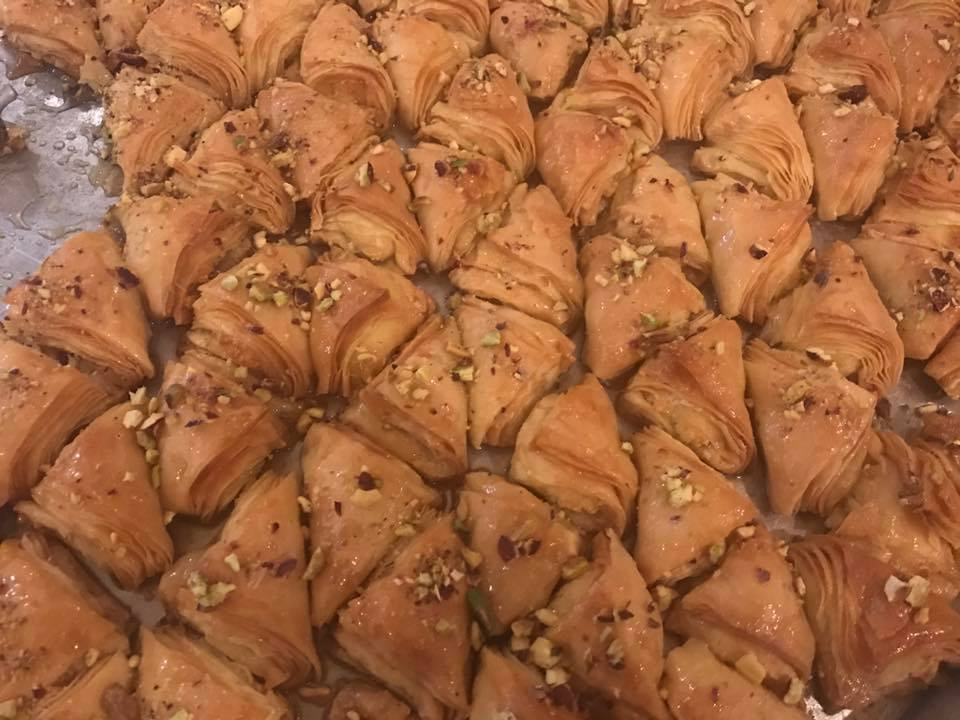
وربات

وربات (عربی: وربات) نوعی شیرینی  مزه شیرین شبیه  باقلوا است.
وربات  از لایه‌هایی از خمیر فیلو پر شده با کاستارد مبتنی بر سمولینا  تشکیل شده است، اگرچه گاهی با پسته، گردو، بادام،  یا پنیر شیرین نیز پر می‌شود. 